# Fulvetta ludlowi
La  fulveta de Ludlow (Fulvetta ludlowi) es una especie de ave paseriforme de la familia Sylviidae que vive en el Himalaya oriental. Como otras fulvetas estaba clasificada en la familia Timaliidae dentro del género Alcippe, pero se trasladó de género y familia cuando se demostró su proximidad genética con los miembros del género Sylvia.

## Distribución y hábitat
Se encuentra en los bosques de montaña del Himalaya oriental, distribuido por Bután, el extremo nororiental de la India y regiones aledañas de China y Birmania.